# Ptinus scutellarls
Ptinus scutellarls is een keversoort uit de familie klopkevers (Ptinidae). De wetenschappelijke naam van de soort werd in 1851 gepubliceerd door Carl Henrik Boheman.